# マール (ノルトライン＝ヴェストファーレン)
マール（Marl）はドイツ連邦共和国ノルトライン＝ヴェストファーレン州レックリングハウゼン郡の市である。ルール地方北部に位置している。
20世紀前半に急に都市化し、鉱業と化学工業の盛んな都市に発展した。マール市内の最後の炭鉱は2015年に閉鎖されたが、化学工業は現在でも重要である。マール化学工業団地はドイツの最大級の一つである。

## 引用
1. ↑  Bevölkerung der Gemeinden Nordrhein-Westfalens am 31. Dezember 2023 – Fortschreibung des Bevölkerungsstandes auf Basis des Zensus vom 9. Mai 2011